# Domenico Ghirardelli
Pour les articles homonymes, voir Ghirardelli.
Domenico Ghirardelli, Sr., également appelé Domingo Ghirardelli (né le 21 février 1817 à Rapallo, alors dans le royaume de Sardaigne, aujourd'hui dans la province de Gênes, en Italie et mort le 17 janvier 1894  dans la même ville) est un chocolatier italien, émigré aux États-Unis, fondateur de la chocolaterie Ghirardelli de San Francisco.

## Biographie
Fils de Giuseppe Ghirardelli, chocolatier, Domenico Ghirardelli apprend le métier auprès de son père et émigre en Uruguay, puis à Lima au Pérou, où il ouvre une confiserie. Il part en Californie en 1849 sur les conseils de son voisin James Lick. Il prend le bateau pour San Francisco avec celui-ci et 600 livres de chocolat.
Pris par la fièvre de l'or, il passe plusieurs mois sur les gisements aurifères près de Sonora et de Jamestown avant de devenir marchand à Hornitos. En 1852, il s'installe à San Francisco et y fonde la chocolaterie Ghirardelli.